# Erioptera (Erioptera) haplostyla
Erioptera (Erioptera) haplostyla is een tweevleugelige uit de familie steltmuggen (Limoniidae). De soort komt voor in het Palearctisch gebied.